# Deiotaro Filadelfo
Deiotaro Filadelfo (in greco antico: Δηιόταρος Φιλάδελφος?, Deiótaros Philádelphos; ... – 6 a.C.) è stato un sovrano paflgone, re di Paflagonia dal 37 a.C. alla sua morte.

## Biografia
Deiotaro apparteneva alla dinastia tectosageta: era figlio di Castore II, re di Galazia dal 40 al 37 a.C., e Adobogiona, quindi fratello di Deiotaro Filopatore e discendente di Deiotaro, re di Galazia al tempo di Cesare; era soprannominato Filadelfo (in greco antico: Φιλάδελφος?, Philádelphos).
Alla morte del padre, nel 37 a.C., Deiotaro ereditò solamente una parte del suo regno, la Paflagonia, mentre la Galazia venne assegnata dal triumviro Marco Antonio ad Aminta; forse all'inizio governò congiuntamente al fratello Filopatore. Durante l'ultima guerra civile repubblicana romana si schierò quindi con Antonio, ma passò dal lato di Ottaviano subito prima della decisiva battaglia di Azio (settembre 31 a.C.); questi lo riconfermò quindi nel suo ruolo di monarca. Deiotaro governò fino alla propria morte avvenuta nel 6 a.C., dopo la quale la Paflagonia fu incorporata nella provincia romana di Galazia.